# 中國小動物保護協會
中國小動物保護協會（英語：China Small Animal Protection Association，縮寫：CSAPA）是中國的一個動保團體，成立於1992年，由中国人民大学教授蘆荻發起創立。

## 歷史
中国人民大学教授芦荻等人自1988年11月开始筹备，1992年9月经农业部批准，正式成立中國小動物保護協會，並於同年12月在民政部注册。在籌備之初，全国政协副主席赵朴初曾致信表示：「成立小动物保护组织，我极为赞成」，並捐助資金。作家冰心亦擔任中國小動物保護協會的名譽會長。

## 活動
1999年，小動物保護協會租得十七亩庭院，設立了照護流浪动物的基地；目前基地位於北京市海淀區皇后店，收養了上百隻流浪貓狗。2014年年底，小動物保護協會启动將流浪狗訓練為工作犬的「流浪狗狗上岗计划」。
1993年北京市實施禁犬政策、不少犬隻遭打死之時，小動物保護協會與政府相關部門協調，反对野蛮打狗的行為。2003年，廣東省發生狂犬病疫情，小动物保护协会呼籲政府有关部门勿撲殺無病犬隻。2006年，雲南省牟定县「打狗風暴」中不少犬隻遭打死，小動物保護協會連同多家動保團體在《南方周末》发表声明信呼籲政府停止打狗。

## 相關事件
- 2010年，中国小动物保护协会位於北京市海淀区的基地有七隻狗中毒死亡，會長蘆荻和基地負責人李德昌皆認為是基地內部人士投毒所為[5]。
- 2013年5月，10家寵物醫院起訴中国小动物保护协会和腾讯公司，要求支付在2011年京哈高速救狗事件中所欠的醫藥費。北京市海淀區人民法院一審判決小动物保护协会需支付醫藥費48萬餘元，但小动物保护协会不服判决，提起上诉。同年10月，北京市第一中級人民法院駁回上訴，維持原判[6][7]。

## 外部連結
- 官方网站
- 中國小動物保護協會的新浪微博